# 蒙塔古縣 (德克薩斯州)
蒙塔古縣（英語：Montague County）位美國德克薩斯州北部的一個縣，北鄰奧克拉荷馬州。面積2,431平方公里。根据美國2000年人口普查，共有人口19,117人。縣治蒙塔古（Montague）。
成立於1857年12月24日，縣政府於1858年8月2日成立。縣名紀念德克薩斯共和國測量員丹尼爾·蒙塔古。